# Bagerhat
Bagerhat (engelska: Bagerhat District) är ett distrikt i Bangladesh.   Det ligger i provinsen Khulna, i den södra delen av landet, 160 kilometer söder om huvudstaden Dhaka. Antalet invånare är 1 476 090. Arean är 3 959 kvadratkilometer.
Terrängen i Bagerhat är mycket platt.
Trakten runt Bagerhat består till största delen av jordbruksmark. Runt Bagerhat är det tätbefolkat, med 266 invånare per kvadratkilometer.